# Claroscuro

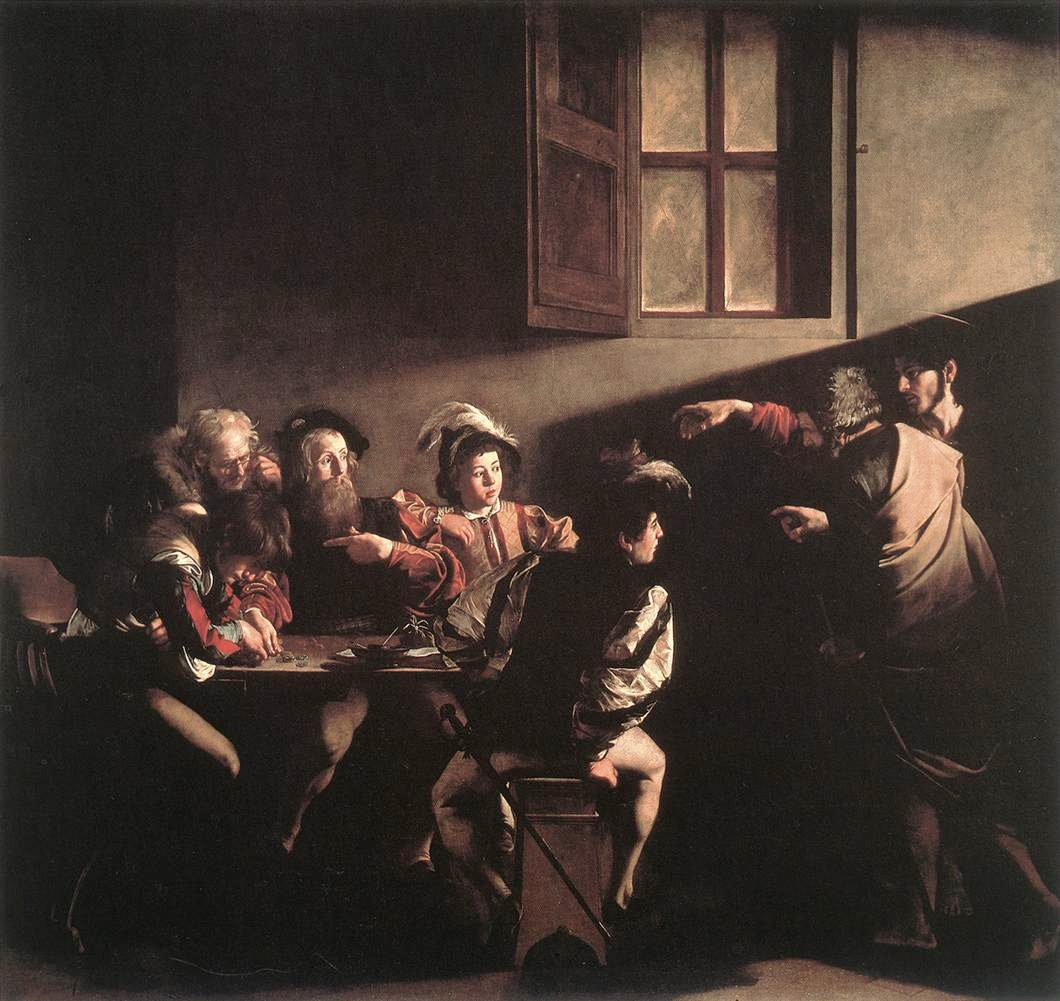
La vocación de San Mateo (1599-1600), de Caravaggio, Capilla Contarelli, San Luis de los Franceses, Roma.

Claroscuro (del italiano chiaroscuro -pronunciación en italiano: /ˌkjaroˈskuːro/-) es una técnica de pintura que consiste en el uso de contrastes fuertes entre volúmenes, unos iluminados y otros ensombrecidos, para destacar más efectivamente algunos elementos. Esta técnica permite crear mayores efectos de relieve y modelado de las formas, a través de la graduación de tonos lumínicos. También se denomina claroscuro a la parte de luz reflejada en un objeto, que se proyecta en la parte sombreada de otro adyacente, realzando su volumen.
El concepto fue establecido por la teoría del arte en el siglo XV, al describir Cennino Cennini cómo los pintores de su época (los primitivos flamencos y los renacentistas italianos del Quattrocento) usaban gradaciones de tonos oscuros y claros para obtener una sensación de relieve. En realidad, técnicas semejantes venían utilizándose desde el siglo XIII para superar el incidendo y matizando medieval (que consistía simplemente en marcar tramas de líneas blancas y negras sobre superficies de color uniforme). Pintores góticos como Cimabue y Giotto realizaban de cuatro a seis gradaciones al mezclar los pigmentos con blanco. La técnica alcanzaría su madurez en el Barroco, en especial con Caravaggio, dando lugar al estilo llamado tenebrismo. La técnica era también característica del Manierismo, siendo ejemplos de este uso la Última Cena de Tintoretto o su Retrato de dos hombres, que presagia las composiciones de Rembrandt. El pintor neerlandés ha sido uno de los más conspicuos practicantes del claroscuro, utilizando la luz en su composición para destacar solo su objeto específico.
Según la teoría de la historiadora del arte Marcia B. Hall, cuya propuesta ha ganado considerable aceptación, es uno de los cuatro modos pictóricos canónicos del Renacimiento tal como se establecieron en la práctica de los maestros del Pleno Renacimiento a comienzos del siglo XVI; siendo los otros tres el sfumato, el cangiante y la unione.

## Grabado
El término italiano chiaroscuro es empleado también para denominar una técnica de grabado en xilografía, que por medio de planchas complementarias da colores a las imágenes, como si fuesen pintadas a la acuarela. El primer uso conocido del término, con este significado, se atribuye al grabador italiano del siglo XVI Ugo da Carpi, quien habría tomado la idea de composiciones de origen alemán o flamenco. Otros grabadores que trabajaron esta técnica fueron Antonio da Trento y Andrea Andreani. En los grabados de Da Carpi, el efecto del claroscuro destaca una figura central iluminada por una fuente de luz normalmente ausente del plano del cuadro; sin embargo, las áreas oscuras no están tan acentuadas como llegarían a verse en la obra de los principales difusores del chiaroscuro, Caravaggio y Giovanni Baglione. 

## Tenebrismo

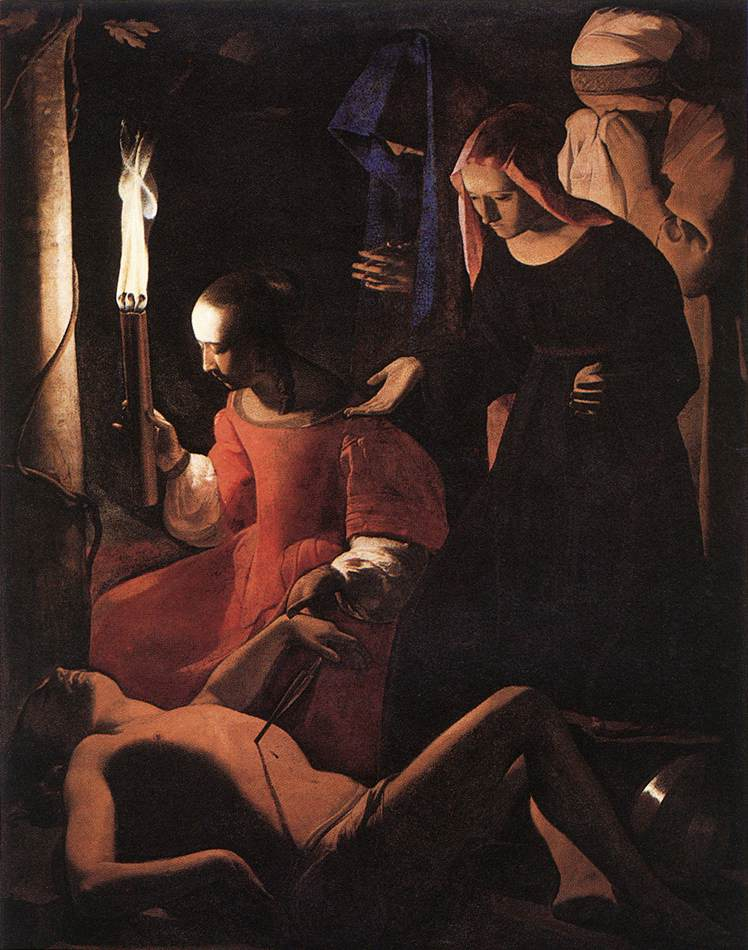
San Sebastián cuidado por Santa Irene (1634-1643), de Georges de La Tour, Staatliche Museen, Berlín.

El estilo llamado tenebrismo es una aplicación radical del claroscuro por la cual únicamente las figuras temáticamente centrales destacan iluminadas de un fondo generalizadamente oscuro. Se ignora si por influencia de Caravaggio o por un desarrollo paralelo, el estilo cobraría mucha relevancia en la pintura española de finales del siglo XVI y comienzos del XVII a partir de la obra del catalán Francisco Ribalta. Ribalta emplearía el color y la luz para dar volumen a las figuras y destacar los actores en sus frescos religiosos, algunos de gran belleza; talentoso maestro, su estilo influiría en el de su hijo Juan Ribalta, fallecido tempranamente, y Vicente Castelló. Indirectamente pesaría también en Zurbarán y en el más destacado de los tenebristas españoles, José de Ribera; este último llevaría a su madurez el estilo, empleando los volúmenes ensombrecidos para reforzar el horror y crueldad de estos temas.

## Otras artes
La técnica del claroscuro fue popular entre los grabadores al igual que en pintura, pero caería en desuso durante un largo período. Alcanzaría renacida popularidad en cine de la primera mitad del siglo XX, a través del gusto por las composiciones marcadamente estructuradas y el maquillaje impactante del expresionismo alemán; aunque algunas obras plaśticas expresionistas habían acudido a la misma para realzar el efecto de sus temas —en cuadros como el Klosterneuburg de Egon Schiele o el retrato de Adolf Loos por Oskar Kokoschka—, el uso del claroscuro en el cine fue en buena medida un desarrollo original, al que se acudió para solventar las limitaciones técnicas de la película y la falta de sonido, que obligaban a una fuerte estilización visual para compensar.
El expresionismo alemán tendría corta vida, pero dejaría obras influyentes, como el Nosferatu, eine Symphonie des Grauens de F. W. Murnau, en que el claroscuro desempeña un papel central. El traslado de muchos cineastas alemanes a Estados Unidos como consecuencia del auge del nazismo llevaría al desarrollo de un género cinematográfico que aunó las convenciones narrativas de la ficción policial americana con la influencia visual del expresionismo: el film noir. Caracterizado por el uso de proporciones desusadas de sombra (hasta un 90% de la pantalla, contra el 50% a 60% convencional) y el empleo de la misma como artificio dramático —sea oscureciendo elementos de manera sugestiva, sea llevando a la pantalla la silueta de un objeto invisible— el film noir empleó el claroscuro como medio visual para desarrollar la ambigüedad moral de sus temas. En películas como El halcón maltés, La noche del cazador o Touch of evil en Estados Unidos, o Pepé le Moko en Francia, el juego de luces y sombras fue uno de los elementos principales de la estética.

## Zonas del claroscuro
Las zonas del claroscuro se producen cuando la luz natural o artificial incide sobre el cuerpo. Entre ellas:
Zona de iluminación clara.
Esta zona identifica la parte que recibe los rayos de luz en forma directa al objeto iluminado.
Zona de penumbra.
También llamada medio tono opaco. Esta zona identifica la zona intermedia entre la zona clara y la zona oscura, va desde la clara y hasta la oscura pasando por variedad de grises.
Zona oscura.
También llamada sombra propia, es la zona que no recibe ningún rayo de luz, y se mantiene oscura.
Zona proyectada.
Esta zona identifica la sombra que un objeto proyecta sobre otros objetos o sobre la superficie donde se encuentra.
Zona de reflejo.
Esta zona es la parte que recibe la luz que reflejan otros cuerpos que la acompañan, se caracteriza por medios tonos luminosos.
Esta técnica realza el volumen de los objetos, retratos, expresiones faciales, da más vida al dibujo.